# Arrest Quint/Te Poel
Het arrest Quint/Te Poel (HR 30 januari 1959, NJ 1959/548) is een belangrijk arrest van de Nederlandse Hoge Raad met betrekking tot het leerstuk van ongerechtvaardigde verrijking. Het wordt in de rechtswetenschap als standaardarrest beschouwd.
In het arrest werd de volgende rechtsregel geformuleerd:
verbintenissen die niet uit een overeenkomst voortvloeien, hoeven niet rechtstreeks voort te komen uit een wetsartikel. "Uit de wet" betekent dat in gevallen waarin de wet geen regeling kent, een oplossing moet worden gezocht die:
- past in het stelsel van de wet en
- aansluit bij de wél in de wet geregelde gevallen.

## Casus
Quint was met Hubertus te Poel (de broer van de verweerder in casu Heinrich te Poel) op 14 maart 1951 overeengekomen dat hij onder meer twee winkelhuizen zou bouwen op een terrein aan de Geleenstraat in Heerlen. 
Quint heeft tijdens het werk alleen te maken met Hubertus. Als het werk af is, betaalt Hubertus te Poel niet. Hij heeft geen geld en geen vermogen om iets op te verhalen. Dan blijkt dat het perceel waarop gebouwd is, eigendom is van zijn broer Heinrich te Poel. Door natrekking is de broer van Hubertus eigenaar geworden van de nieuwe gebouwen zonder daarvoor te betalen. Quint had nagelaten voordat hij de overeenkomst sloot na te gaan wie de eigenaar was van de grond. 
Quint vermoedt dat Hubertus en Heinrich opzettelijk zo gehandeld hebben. Doordat op Hubertus geen verhaal mogelijk is, is Heinrich ten koste van Quint ongerechtvaardigd verrijkt. Quint probeert dan Heinrich te Poel te laten betalen wegens, onder meer, ongerechtvaardigde verrijking.

## Procesgang
De rechtbank stelt Quint in het gelijk. Het vonnis van de rechtbank wordt in hoger beroep door het gerechtshof vernietigd en de vordering van Quint wordt alsnog afgewezen. Het cassatieberoep wordt verworpen.

### Rechtbank en hof
Het probleem is dat ongerechtvaardigde verrijking als bron voor een verbintenis tussen Quint en Heinrich te Poel in de wet ontbrak. Sterker, artikel 1269 BW (oud) luidt:

Artikel 1269. Alle verbintenissen ontstaan of uit overeenkomst, of uit de wet.

De rechtbank stelt dat de verbintenis kan worden gevonden in de redelijkheid en billijkheid. 
Tegen dit vonnis van de rechtbank gaat Heinrich te Poel in hoger beroep. Het hof is het met Te Poel eens

dat art. 1269 BW uitputtend voorschrijft, op welke wijze verbintenissen kunnen ontstaan, te weten, behalve uit overeenkomst, uit de Wet, waaruit zonder meer volgt, dat feiten buiten overeenkomst, waaraan de Wet niet het rechtsgevolg van een verbintenis verbindt, geen verbintenis in het leven kunnen roepen;

### Hoge Raad
Volgens de Hoge Raad gaf het Hof echter een te nauwe uitleg aan de zinsnede "uit de wet" in artikel 1269 BW (oud) (betreffende bronnen van verbintenis).
Vervolgens ging de Hoge Raad na of er dan toch een verbintenis uit de wet ontstaan was, maar concludeerde - helaas voor Quint - ontkennend. Uit de artikelen 658 en 1603 BW (oud) bleek dat de grondeigenaar aan de bezitter of huurder van de grond geen vergoeding hoeft te betalen als deze daarop werken verricht waarvan de eigenaar door natrekking ook eigenaar zou worden. Dus de aannemer die met bezitter of huurder overeenkomt om die werken aan te leggen, komt een vordering op de grondeigenaar ook niet toe.
Bescherming ex art. 659 BW (oud) komt niet toe aan Quint, omdat hij de openbare registers had kunnen raadplegen en dus had kunnen weten dat hij ging bouwen op de grond die niet van zijn opdrachtgever was.

## Publicatie
Op 30 november 2020 werd de tekst van dit arrest gepubliceerd op de website rechtspraak.nl, als onderdeel van het beleid "klassieke" arresten uit de Nederlandse jurisprudentie online beschikbaar te stellen. (zie externe link hieronder).